# William Afton
William Afton, también conocido como Purple Guy (El Hombre Morado), Springtrap o Scraptrap, es un personaje ficticio creado por Scott Cawthon y principal antagonista de la franquicia de videojuegos Five Nights at Freddy's. Es un asesino en serie causante de la mayoría de eventos desafortunados dentro de la historia de los juegos, siendo un personaje fundamental en la historia y la trama de los mismos.
Su voz es interpretada por PJ Heywood en Five Nights at Freddy's: Special Delivery, Five Nights at Freddy's: Sister Location, Freddy Fazbear's Pizzeria Simulator y Ultimate Custom Night, Dead by Daylight y en la película de 2023 es interpretado por el actor Matthew Lillard.

## Desarrollo
Apareció por primera vez en el videojuego de 2014 Five Nights at Freddy's 2 (aunque referencias a él ya se hacían en el primer título de la saga) como una figura púrpura que aparece en minijuegos que aparecen a veces tras perder la partida. Funge como un asesino que mato a diversos niños, aunque sin especificar sus motivaciones. Su tono púrpura en los minijuegos hizo que lo apodaran "Purple Guy" ("El Hombre Morado").
Purple Guy retorna en los minijuegos de Five Nights at Freddy's 3. En ellos destruye a los animatrónicos hasta que en el minijuego titulado como “Follow Me” muere en el traje del animatrónico Springbonnie, revelando que el antagonista principal del juego, Springtrap, era Purple Guy. Al finalizar el juego, un periódico se muestra, donde se puede ver que la atracción donde se sitúan las noches del juego ardió en llamas, implicando la aparente muerte de Purple Guy o Springtrap. Esto fue debido a que originalmente este juego fue planteado como el final de la saga.
En el siguiente título, Five Nights at Freddy's 4, aparece en un cameo en los minijuegos (situados en el pasado) donde se le puede ver únicamente por unos momentos, proyectando su silueta morada ayudando a un trabajador a colocarse un traje springlock.
Posteriormente, a fines del 2015, se lanzó la primera novela de la saga, con el nombre de “The Silver Eyes” (Los Ojos de Plata) un libro apartado del universo principal de los juegos.  En ella funge como el antagonista principal, otorgándole el nombre de "William Afton" y su primer sobrenombre: “Dave Miller”. En la novela también se añaden nuevos aspectos al personaje, como que fundó la empresa ficticia sobre la que gira la saga, Fazbear Entertainment, junto a otro personaje, Henry Emily, siendo este un viejo amigo suyo.
En el siguiente título de la saga, Five Nights at Freddy's: Sister Location, se confirmaron algunos aspectos de la novela a los juegos; como su nombre oficial y canónico: William Afton. Además, el juego añadió que el personaje había sido dueño del establecimiento donde se ambienta la entrega: Circus Baby Pizza World y posteriormente como Circus Baby Entertainment and Rentals. También se reveló su información personal sobre sus familiares, como lo fueron sus dos hijos mostrados en el juego: Michael Afton y Elizabeth Afton (aunque también el juego implica fuertemente que el Crying Child también era su hijo. Sumándole, que en una cinemática oculta del juego se revela que sobrevivió al incendio de Five Nights at Freddy's 3 y se nos introdujo su enemistad con su hijo Michael, sirviendo esto como prólogo al siguiente título. Este fue el primer título donde el personaje contó con un actor de voz, siendo este PJ Heywood
En el título del 2017 Freddy Fazbear's Pizzeria Simulator, Afton, conocido en el juego como “Scraptrap” funge nuevamente como antagonista en conjunto con los demás animatronicos villanos, aunque no con el mismo antagonismo que se le otorgó en Five Nights at Freddy's 3. El juego, al igual que su antecesor, se confirman algunos elementos provenientes de las novelas, como el personaje Henry Emily y su amistad con William Afton. Es confirmado que en colaboración ambos fundaron la empresa Fazbear Entertainment. En el incendio del final del juego se puede ver nuevamente a Afton sucumbiendo bajo el fuego. 
En el título del 2018 Ultimate Custom Night, William actúa como protagonista, atrapado en una especie de infierno creado por un misterioso personaje denominado como: “The One that you should not have killed” (Aquel que no debiste haber matado) donde lo atormenta usando proyecciones de todos los animatronicos.
Este es el aparentemente desenlace definitivo de William Afton en los videojuegos. Sin embargo, hay multitud de referencias a él posteriormente. En la entrega del 2019 Five Nights at Freddy´s: Help Wanted, como parte de la jugabilidad que ofrece el juego, se encuentra una réplica VR de Five Nights at Freddy's 3 por lo que Springtrap hace una nueva aparición. Pero cabe mencionar que esta versión no es Afton, si no una réplica virtual de él mismo. El juego presenta un nuevo antagonista, un conejo virtual de nombre Glithtrap. Inicialmente se pensó que este personaje era una reencarnación de William Afton, aunque posteriormente con la salida de la serie de novelas “Tales From The PizzaPlex” se desmintió dicha creencia, esto debido a la aparición de un animatrónico imitador llamado “The Mimic”, quien era el que suplantaba a Afton con la figura de Glitchtrap. 
En la entrega que vio la luz en el mismo año 2019, Five Nights at Freddy's: Special Delivery, Springtrap es un personaje a enfrentar, contando con la voz de PJ Heywood nuevamente. En lo que respecta a  la historia del juego, esta versión de Springtrap solo es una réplica virtual y no el propio William. 
En uno de los múltiples finales de la entrega del 2021, Five Nights at Freddy´s: Security Breach, se presenta un nuevo villano con un aspecto bastante similar a Springtrap, este llevaría el nombre de “Burntrap” , que se implicaba que era también Glitchtrap, por lo que se pensó que también era William Afton. Sin embargo, esta teoría quedó fuertemente desacreditada desde que se reveló a “The Mimic” y las teorías más populares actualmente piensan que este animatrónico sería “Burntrap”.

## Apariencia
Desde su primera aparición dentro de los minijuegos de Five Nights at Freddy's 2, la comunidad no tardó en apodarlo como Purple Guy (El Hombre Morado) por el color predominante de su sprite.En la mayoría de los minijuegos, su apariencia figura como la de un hombre alto y delgado con un cuello alargado, pero su principal característica era que poseía un color totalmente morado, en su pecho tiene un objeto de color amarillo que se asemeja a una placa de seguridad y sostiene un objeto púrpura en una de sus manos.
En la trilogía de “The Silver Eyes” se presenta como un hombre de mediana edad, alto y delgado con un aspecto demacrado y descuidado. También, al igual que su versión de los juegos, parece vestir siempre con un uniforme de guardia de seguridad, donde en su placa lleva el nombre de “Dave Miller”. 
En su forma de Springtrap, este está atrapado en un traje springlock de conejo color verdoso, con diversos daños por todo el disfraz. Se le puede apreciar por algunos agujeros del traje el cadáver de Afton, podrido y fusionado de manera aberrante con el metal del animatrónico.
Cuando es presentado como Scraptrap, adopta una apariencia muy similar a Springtrap, aunque se diferencia de este por la falta de un brazo izquierdo, la poca cantidad de carne podrida y la exposición de su material óseo por todo el cuerpo. Además, su complexión es más delgada y su cabeza es significativamente más grande. 

## Historia en los Videojuegos

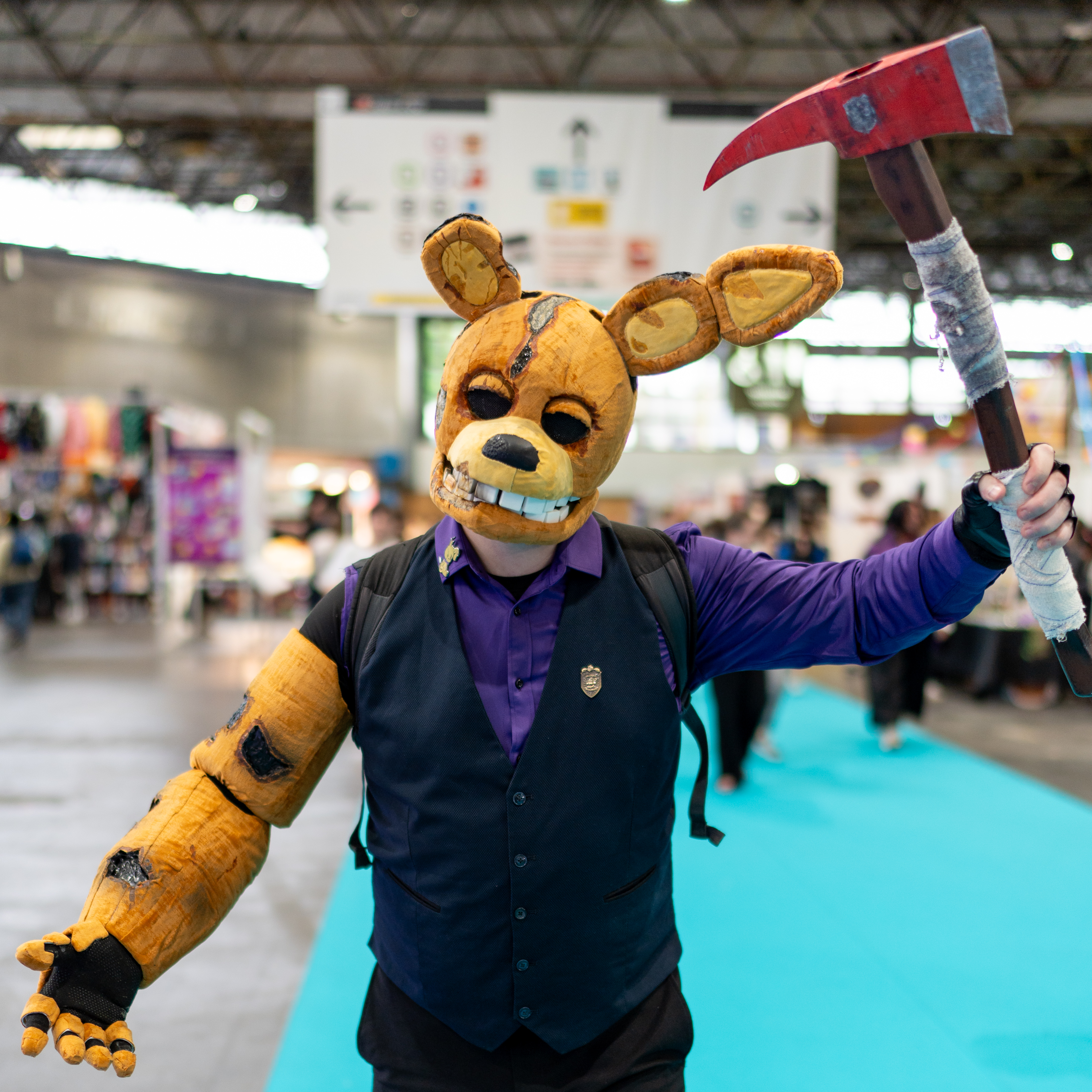
Cosplay de William Afton en la Japan Expo de 2024.

Antes de empezar, se ha de aclarar que esto es una aproximación a la historia del personaje en este medio, dado que la historia de los juegos es confusa y poco clara.
Antes de Five Nights at Freddy's 4
William fue padre de tres hijos; su hijo mayor Michael Afton, su hija Elizabeth Afton y su hijo menor, el Crying Child y tenía una esposa desconocida, Sra. Afton. 
Antes de 1983, William conoció a un hombre llamado Henry Emily, con quien abrió un restaurante familiar local: Fredbear's Family Dinner, y posteriormente el primer Freddy Fazbear’s Pizza. Además de crear lazos de amistad con Henry que se verían vulnerados por las acciones de Afton a futuro. 

### Five Nights at Freddy's 4
En esta entrega, William no toma ningún papel importante, solo hace una pequeña aparición en el minijuego de la tercera noche, en donde se le aprecia en la trastienda, ayudando a un empleado a ponerse el traje de Springbonnie.
Sin embargo, con la salida de los libros oficiales "Tales from the PizzaPlex" se reveló que William Afton secuestraba niños para experimentar con ellos con el fin de medir su nivel de miedo, usando maniquíes aterradores y bajo un gas alucinógeno hacerles ver criaturas aterradoras, las cuales serían los famosos animatronicos nightmare. 
El lugar donde se llevaban a cabo las experimentaciones de Afton era nada mis ni nada menos que la casa donde el juego se ambienta, fungiendo de esa manera como un laboratorio de pruebas.

### Antes deFive Nights at Freddy's 2
En un punto indeterminado tras los acontecimientos de los minijuegos de  Five Nights at Freddy's 4 (En 1983, 1984 o 1985) Charlotte Emily, hija de Henry Emily; amigo y compañero de William; queda atrapada afuera de un local indeterminado de Fazbear´s. Afton arriba al local y se acerca a la niña en su auto morado. Por alguna razón, William la asesina y tira su cadáver en un callejón al lado del restaurante. Tras esto William Afton huyó rápidamente de la escena en su auto. El alma de Charlotte poseyó al animatrónico Puppet, jurando venganza contra su asesino.
En la noche del miércoles 26 de junio del 1985, William fue al restaurante de Freddy´s Fazbear Pizza, donde asesinó a cinco niños cuyos nombres eran Gabriel, Susie, Jeremy, Fritz y Cassidy. Este incidente fue conocido como "Missing Children Incident" (MCI) El crimen se orquestó después de que Afton los llevara a la trastienda de la pizzería con el disfraz de Springbonnie para ganarse su confianza; sin embargo fue captado por las cámaras y arrestado, pero aparentemente las autoridades lo dejaron ir, muy probablemente porque nunca se encontraron los cuerpos, por lo que no dejó evidencia concreta para demostrar que era culpable, lo que le permitió salirse con la suya. 
Sus cinco víctimas, poseerían a Freddy Fazbear, Bonnie, Chica, Foxy y Golden Freddy, respectivamente con la ayuda de Puppet para que todos juntos puedan vengarse de su asesino.
En algún punto después del cierre de Freddy´s, William crea un nuevo restaurante, Circus Baby´s Pizza World con un nuevo conjunto de animatrónicos, los animatrónicos Funtime. Sin embargo, William diseñó estos robots no con la intención de entretener, sino para capturar y matar niños, probablemente para obtener remanente, una sustancia sobrenatural que obsesionaba a William, ya que dicha esencia se obtenía del metal fusionado con un espíritu, y prometía otorgar la inmortalidad. Por todo esto, el primer día de apertura del local, organiza una fiesta para atrapar niños con sus Funtime. Sin embargo, su hija Elizabeth, que estaba fascinada con el animatrónico Circus Baby, ignora las órdenes de su padre, que le ordenaba no acercarse a ella, lo que resultó en su muerte a manos de Baby. Esto llevó a la cancelación de la gran inauguración de la pizzería. El incidente fue enmascarado como una fuga de gas. Aunque el plan de William no fue un total fracaso, Elizabeth poseyó a Circus Baby y otras víctimas poseyeron al resto de Funtime's.
Afton, entonces, abrió Circus Baby's Entertainment & Rentals, un servicio que permitía a los clientes alquilar a los animatrónicos Funtime para fiestas privadas. Todo bajo el patrocinio de su compañía Afton Robotics LLC. 

### Five Nights at Freddy's 2
En 1987, Fazbear Entertainment reabrió Freddy Fazbear's Pizza con animatrónicos nuevos y mejorados. Por alguna razón, William aparentemente fue contratado como un guardia de seguridad nocturno bajo una identidad falsa. Tras un tiempo, se queja de que los animatrónicos intentaron ingresar a la oficina, lo que provocó que lo transfirieran al turno de día.
Se sabe que William fue responsable del asesinato de otros cinco niños en ese local como se muestra en el minijuego “Save Them”. Algunos miembros de la comunidad creen que sus almas poseen a los animatrónicos toy.
Otra teoría apunta a que los robots no están poseídos, sino que William alteró su sistema de reconocimiento facial para hacerlos agresivos y eso lo descubriera a su esposa arrepintiendoce que lo reconoce. El Chico del Teléfono (un trabajador de Fazbear que te va informando de los sucesos en la empresa a través de llamadas)informa de la vacante de guardia diurna se ha dejado abierta por alguna razón, lo que indica que William dejó el trabajo tras asesinar a los niños. 
En el minijuego Save Them, Puppet guía al animatrónico Freddy Fazbear para atacar a William mientras ve la matanza que hizo Afton en el restaurante. Al encontrarse con el villano, este ataca primero, desactivando a Freddy. En ese momento, el minijuego se corta, saliendo una estática donde sale una frase que, seguramente, pronuncia Afton a Puppet (tal vez también a Freddy): "You can´t" (no puedes o no podéis; dependiendo si habla solo a Puppet o si también habla a Freddy) Posteriormente, Afton una vez más desapareció a fugarse. 
Tras esto, Fazbear reabre otro local con los animatronicos del primer Freddy´s. Sin embargo, el local es un fracaso y parece que Afton no llega a visitarlo mientras está abierto. Pero su hijo Mike Afton sí que trabajó una semana en ese lugar, dándose los acontecimientos de Five Nights at Freddy's.
Five Nights at Freddy's 3

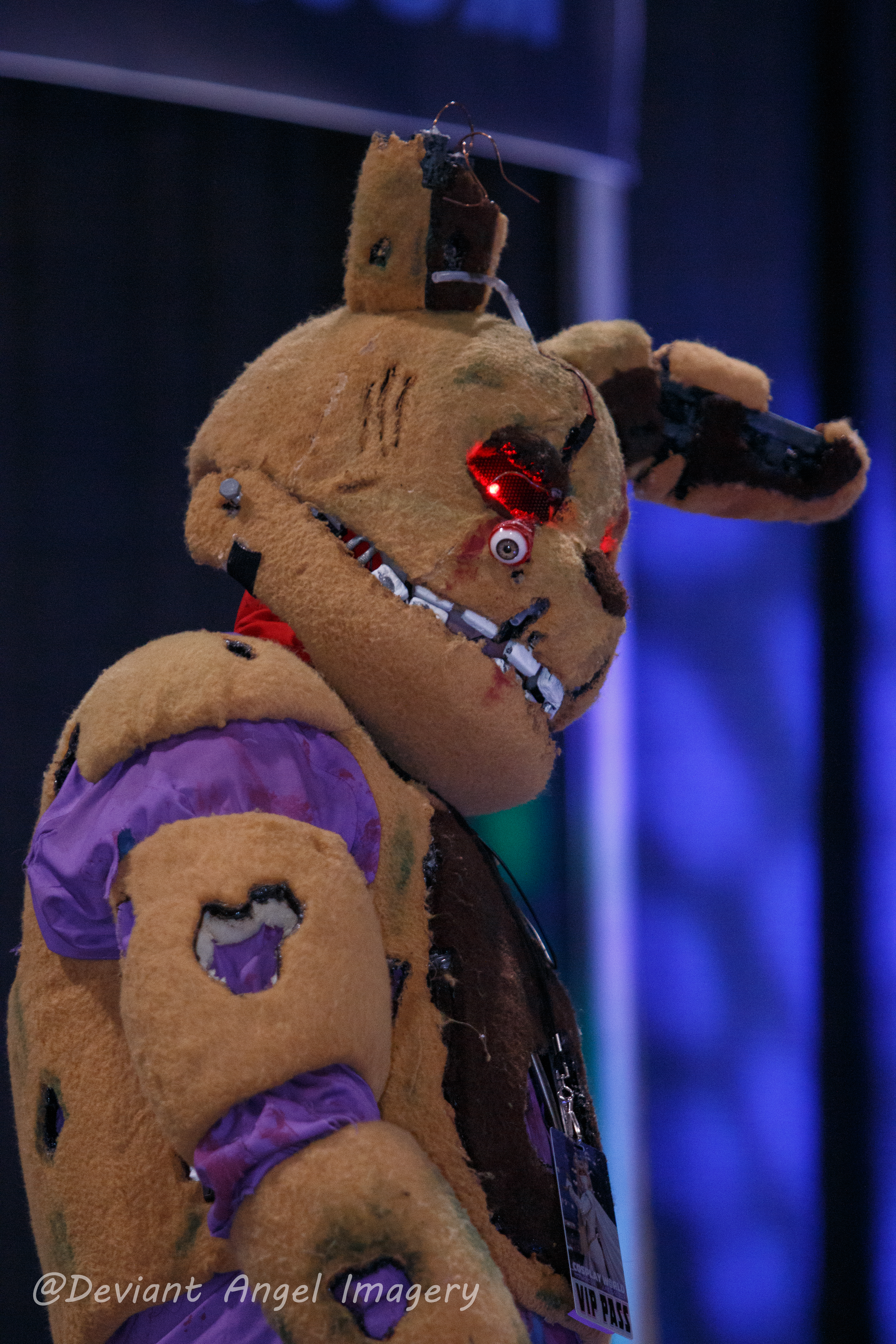
Cosplay de Springtrap en la Cosplay World 2024

En algún punto después del local de Five Nights at Freddy's, William irrumpe en el restaurante para desmantelar a los animatronicos. Sin embargo, al hacer esto accidentalmente liberó a las almas de los cinco niños que asesinó (Gabriel, Susie, Jeremy, Fritz y Cassidy), resultando en que intentaran atacar a William, acorralándole en la Sala Segura. Como un último recurso para tratar de huir de ellos, William se esconde en un traje Springlock.
Al ponérselo, William se puso en pie y denigró y se burló de los fantasmas con el disfraz puesto. Sin embargo, sus risas soltaron los resortes del viejo y oxidado traje, esto provocó que las partes del endoesqueleto que estaban retenidas regresaran a su lugar, mutilando severamente su cuerpo y causándole una muerte lenta y agonizante.
30 años después del desafortunado cierre de Freddy’s, abre Fazbear's Fright: The Horror Attraction, una atracción de terror, basada en los crímenes que ocurrieron en los locales de Freddy's Fazbear Pizza.
Los empleados encargados de llevar toda la utilería de Freddy’s a la atracción del terror, encontraron el cuerpo de Afton ahora convertido en Springtrap. Quien permaneció allí durante menos de una semana, acechando y cazando al guardia de seguridad (probablemente su hijo Michael Afton). Finalmente, la atracción se incendia, el guardia escapa y Springtrap queda atrapado dentro del local.

### Five Nights at Freddy's: Sister Location
Si bien no aparece físicamente en el juego, se escucha a William hablando con alguien en la cinemática de apertura sobre las extrañas opciones de diseño que eligió para la creación de los animatrónicos Funtime.
En un período de tiempo desconocido, aunque muy posterior a la cinemática inicial; tal vez en algún punto entre  Five Nights at Freddy's y la muerte del propio William en Springbonnie, este envió a su hijo Michael a las instalaciones de Circus Baby Entertainment and Rentals a "buscar a su hermana", aunque realmente solo quería deshacerse de él. Aquí pasan los eventos del juego, concluyendo con Circus Baby y los demás Funtime escapando vía el cuerpo de Michael, con la forma de “Ennard”.
Al vencer en la dificultad Golden Freddy en el modo noche personalizada, se puede acceder a una cinemática oculta donde se escucha a Mike dejándole un mensaje a su padre (Springtrap) el cual sobrevivió al incendio de Fazbear Frights, y ahora Michael iría a dale cacería. 
Esto no solo reveló que Springtrap sobrevivió a los eventos de Five Nights at Freddy's 3, aunque severamente dañado. Esto sirve además, como prólogo de los eventos de  Freddy Fazbear's Pizzeria Simulator.

### Freddy Fazbear's Pizzeria Simulator
Springtrap, ahora llamado Scraptrap debido a su severo daño, divagó por las calles de Hurricane hasta que acudió al  llamado de su viejo amigo Henry, atrayéndolo hasta el nuevo restaurante de "Freddy Fazbear’s Pizza Place". 
En el local, William se reencontraría con su hijo Michael otra vez y luego reencuentra a su exesposa que regresa hace 30 años. Durante todos los eventos del juego, Afton formaría parte de los antagonistas.
William sería aprisionado con los demás robots asesinos en el simulador que Henry había preparado para ellos. Finalmente después de unos días, Henry elevó la temperatura para acabar de una vez por todas con toda la tragedia. 
Le podemos sumar además, los peculiares diálogos de Henry en su discurso final donde le dedica estas palabras a su viejo amigo:
-Para la mayoría de ustedes, creo que habrá paz, y tal vez, calidez, tras que el humo se disipe. Excepto para uno de ustedes, el pozo mas profundo del infierno se ha abierto para devorarte, así que no hagas esperar al Diablo, viejo amigo-
Afton moriría en el incendio, aunque el  espíritu de una de sus múltiples víctimas  no lo permitiría descansar eternamente. Ese era Aquel al que no debiste haber matado. 

### Ultimate Custom Night
En esta entrega, se nos revela el destino de William después del incendio de la entrega pasada. Afton parece haber  quedado atrapado en un lugar que recuerda a un purgatorio o tormento eterno, ahí debe morir una y otra vez a manos de varios personajes animatrónicos de las entregas anteriores cuando después de que exesposa lo culpó William que asesinaron a los niños.
Hacien;enfada y decepcionada maldice a William de haberse casado con el que se equivocó antes de morir por el incendiodo un pequeño énfasis en esta víctima misteriosa, muchos de los integrantes de la comunidad afirman que se trata de un chico llamado “Andrew” que hace aparición en los epílogos e historias de la saga de libros titulados como “Fazbear Frights”  donde se presenta tal cual como un niño que sufrió a manos de Afton. Esto último aplica principalmente para aquellos fanáticos que toman como fuente oficial y canónica los libros. 
Pero de otro lado están los detractores de los recursos literarios de la franquicia, los cuales niegan a Andrew como el responsable y parte en sí de la continuidad de los juegos, prefieren señalar a una niña llamada “Cassidy” como la responsable, una víctima del MCI.. Esta asociación es popular debido a que el juego implica fuertemente que el alma detrás de todo es la de Golden Freddy, Cassidy siendo prácticamente confirmada como un alma dentro de él, mientras que Andrew tiene casi nula conexión con él.

## Historia en otros medios

### Triología de libros de The Silver Eyes
Esta triología no forma parte de la línea temporal de los videojuegos, más comparten ciertos paralelismos.
En este universo, William Afton y Henry Emily fundan Fredbear´s Family Dinner en la ciudad de New Harmony en 1978. Cuatro años después, William se disfraza de un animatrónico Springlock del local, SpringBonnie, para secuestrar y asesinar a la hija de Henry, Charlie. William no es encontrado y Fredbear´s cierra. Poco después, ambos abren "Freddy´s Fazbear Pizza" en Hurricane, Utah. Aunque dos años después William vuelve a disfrazarse de SpringBonnie, asesina a 5 niños (En este universo: Michael Brooks, Cassidy, Susie, Gabriel y Fritz) y esconde sus cadáveres en los animatrónicos (lo que provoca que sus espíritus los encanten). Los niños no fueron encontrados por lo que se les dio por desaparecidos; aun así el local cierra. Tras este fracaso, Henry se suicida.
Alrededor del viejo local se construye un centro comercial, aunque se abandona a mitad de la construcción. William queda como guarda nocturno del centro comercial abandonado bajo el nombre falso de Dave Miller.
Diez años después del cierre de los niños desaparecidos, en 1995, una copia robótica de Charlie, construida por Henry antes de suicidarse, y sus amigos van a ver el viejo Freddy´s, encerrado en el centro del centro comercial abandonado.
William los ve y, aunque al principio finge ser amigable, luego manda a los animatrónicos poseídos para matarles. Sin embargo, sus planes fallan y se mete en SpringBonnie para hacer el trabajo el mismo. Aunque finalmente se ve acorralado por los amigos de Charlie y la policía. Para salvarse, secuestra de nuevo a Charlie intenta negociar su huida, aunque solo consiguió que Charlie activara los resortes del Springlock de SpringBonnie con Afton adentro, haciéndole un horrible daño y, aparentemente, matándolo. Su supuesto cadáver es recogido posteriormente por los animatrónicos.
En la siguiente novela, Charlie y sus amigos son atacados por animatrónicos Springlock monstruosos y retorcidos llamados Twisted. Al final de la novela, mientras los protagonistas están acorralados en una cueva, William aparece, revelando que estaba vivo, ahora unido de manera aberrante con SpringBonnie, aunque aun vivo, y auto llamándose ahora Springtrap. También revela que él creó a los Twisted y que él fue quien los llamó para que los matará. Se desencadena luego una pelea en la cueva donde Springtrap es derrotado por Charlie y tiene que huir, aunque luego Charlie es, aparentemente, asesinada por uno de los animatrónicos Twisted.
En la última novela de las tres, Afton se quita el traje de SpringBonnie y abandona la identidad de Springtrap. Aunque queda severamente dañado, con varias partes de metal incrustadas en su cuerpo que no pudo quitarse, y también quedó paralítico; dependiente de su hija Elizabeth (que estaba muerta más su alma quedó poseyendo el animatrónico Circus Baby).
Con su hija, William funda Circus Baby´s Pizza World, una pizzería que usaría para secuestrar niños para experimentar con ellos y descubrir como usar el Remanente y, por ende, poder ser inmortal. Para ello también fusiona a los animatrónicos en uno solo, con los que empieza a experimentar.
Sin embargo, su plan se vuelve a ver frustrado por Charlie (esta vez otra copia robot suya) y sus amigos. Charlie mata a Elizabeth, aunque en el proceso costándole la vida. Y Carlton, un amigo de Charlie, convence a las almas de los niños (atrapadas en la amalgama de animatrónicos) de que Afton no es su aliado, sino su asesino. Así, la amalgama de animatrónicos cogen al decrépito Afton y lo tiran a un horno junto a ellos; liberando así a las almas y matando definitivamente a Afton.

### Libros de Fazbear Frights
En estas novelas, que algunos creen que forma parte de la línea temporal de los juegos y otros no, se continua la historia de William.
La participación de William en esta continuidad empieza por la historia "The Man in Room 1280", donde se nos explica que el purgatorio en el que estaba sometido en el juego "Ultimate Custom Night" era, según esta continuidad, una pesadilla inducida por un alma llamada Andrew. Después de un incendio, Andrew se pegaría al cuerpo de William, induciéndolo en este sueño. El cuerpo calcinado pero vivo de William llegaría al Hospital Heracle de manera desconocida, donde pasaría años dentro de este.
Luego de algunos sucesos en la historia, el padre "Arthur Blythe" llevaría a William a una instalación de Fazbear llena de juguetes y otros objetos. En este lugar, el cuerpo de William comenzaría a convulsionar y terminaría explotando, su alma escapando de su cuerpo junto con la alma de Andrew. Andrew quedaría en un perro de juguete llamado Fetch, y William se pegaría a su alma, tal como lo hizo Andrew, pero Andrew no se daría cuenta.
Tiempo después, el juguete de Fetch caería en manos de un científico que investiga objetos malditos y de agonía. Este pondría la batería del juguete de Fetch dentro de un animatrónico junto a la cabeza de un muñeco poseído por un niño llamado Jake McNally. Jake y Andrew poseerían al animatrónico y, sin saberlo, también a William. Luego de que Jake y Andrew buscaran objetos llenados de agonía por Andrew, los llevarían a una trituradora de basura, donde serían envoscados por un investigador privado llamado Everette Larson, que investigaba el caso de un misterioso animatrónico que rondaba por las calles.
Después de un enfrentamiento entre las almas de Andrew y Jake dentro del animatrónico que la gente llamaba Stitchwraith, se lanzarían al triturador, donde serían aplastados, pero la alma de William sería liberada, tomando a Andrew. Jake, con su voluntad, podría liberar a Andrew, siendo absorbido y desapareciendo a un lugar desconocido. William tomaría todas las piezas de agonía que recolectaron Jake y Andrew, junto con una animatrónica llamada Eleanor, poderosa de agonía, formando un cuerpo con estas partes.
Este tendría un enfrentamiento con Larson, donde Larson llevaría la máscara de Puppet que encontró en los restos del incendio de la vieja pizzería de Freddy's a William. Después del enfrentamiento, ambos quedarían en la orilla de un lago donde William se autoproclamaría llamarse "Agonía". Pero gracias a que Puppet con sus tentáculos se expandiría en todo el cuerpo de William, la animatrónica llamada Eleanor abandonaría a William y Puppet, desde el interior, haría que las partes de restos de animatrónicos de William se arrancaran entre sí.
William soltaría un grito para luego caer al lago donde sus partes se hundirían. Lo último que sabemos de él es que, según Jake, ya no era una amenaza.

### Universo de la Película de Five Nights at Freddy´s

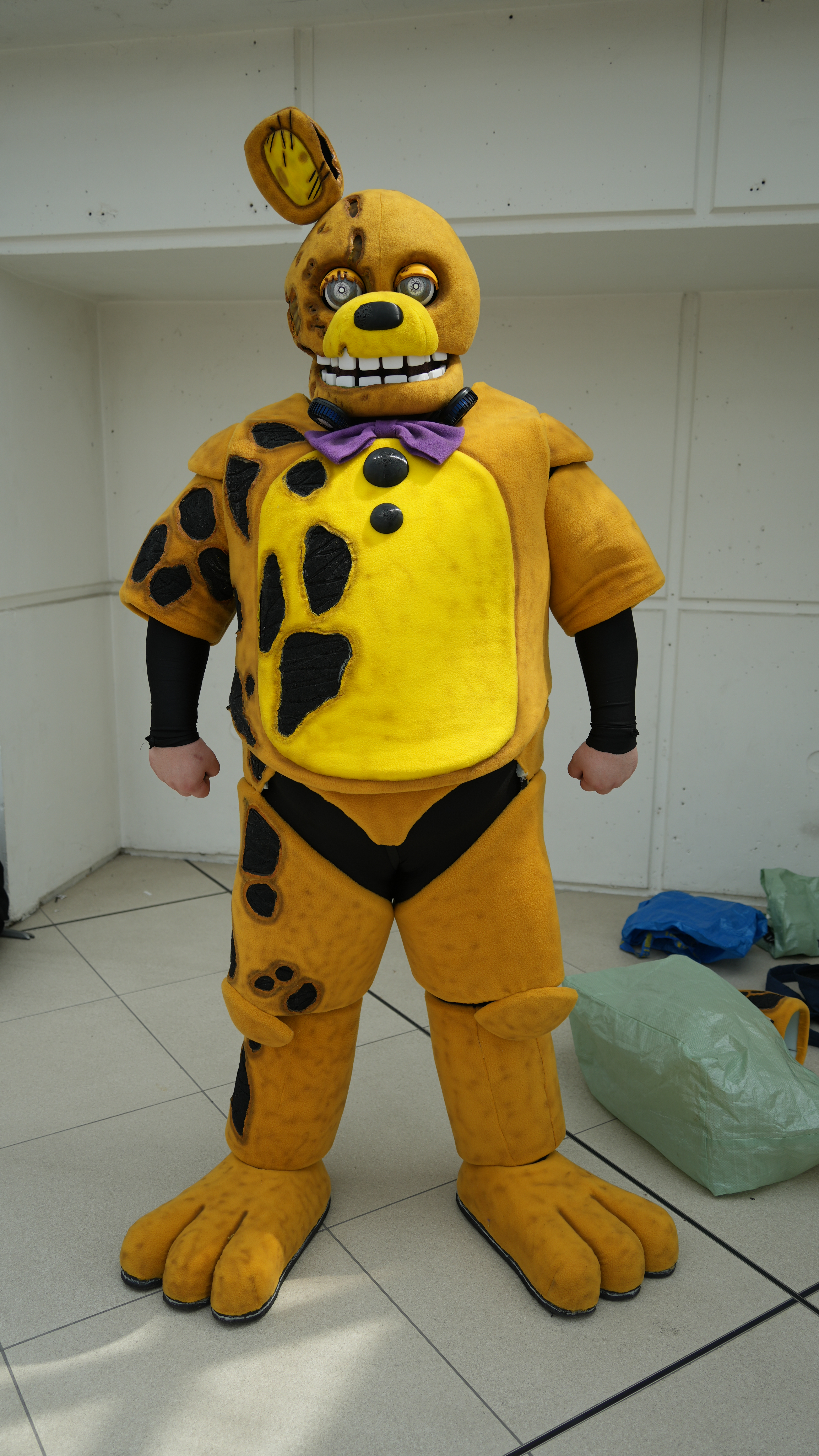
Cosplay del Springbonnie de la película en la Japan Expo 2024

En esta línea temporal alterna, Afton, en un año indeterminado, funda Freddy´s Fazbear Pizza. En otro año posterior, de la década de los 80, Afton asesina a cinco niños en el local con el traje de SpringBonnie y oculta sus cadáveres en los animatrónicos. Los niños poseen los animatrónicos y Afton los manipula para que crean que él es su amigo. El local cierra pero Afton reutiliza el local para atraer a guardias nocturnos para que los animatrónicos los asesinasen. En esta misión cuenta con el apoyo de su hija Vanessa.
En otro año indeterminado de los 80s, William secuestra y asesina al hermano de Mike Schmidt, Garret.
En el año 2000, William, bajo el falso nombre de Steve Raglan, contrata a Mike como guardia nocturno de Freddy´s. Tras 5 noches, los animatrónicos no lo matan, así que William se pone el traje de SpringBonnie y va a hacer el trabajo él mismo. Tras una pelea, Vanessa lo traiciona y él la apuñala en represalia, además, los animatrónicos se ponen en su contra tras que Abby, hermana de Mike, les revelara que fue William quien los mató. Los animatrónicos proceden a atacarle, lo que activa los resortes de SpringBonnie, y, tras gritar -¡Yo siempre vuelvo!-, aparentemente muere, aunque en verdad se vuelve Springtrap; aunque al final de la primera entrega queda encerrado por los animatrónicos.

## Diálogos en los videojuegos
Durante la saga, Afton ha tenido multitud de diálogos, entre ellos:
Five Nights at Freddy´s: Sister Location
En la cinemática inicial del juego, William es entrevistado por un trabajador de Fazbear sobre su proyecto de Circus Baby´s Pizza World, en la cual William dice, refiriéndose a su nueva creación Circus Baby: 
-Ella puede bailar, puede cantar. Está equipada con un tanque de helio para inflar los globos justo en la punta de sus dedos. Ella puede tomar pedidos de canciones. Incluso puede dispensar helados.-
Freddy Fazbear's Pizzeria Simulator
En el juego William tiene una amplitud de diálogos que dice aleatoriamente en el transcurso del juego, dedicadas a su hijo Michael. Estos diálogos son:
-Que llamado tan engañoso. Supe que era una mentira desde el momento que lo oí, obviamente, pero es intrigante de todas formas-
-Fascinante en lo que se convirtieron-
-Puede que no me reconozcas al principio, pero te lo aseguro, sigo siendo yo-
-Como puedo resistir una promesa como esta-
-Eso fue más fácil de lo que pensé-
-Agridulce, pero apropiado-
-¡Yo siempre vuelvo!-  
Ultimate Custom Night
En el juego, cuando Scraptrap te mata, puede pronunciar: -Yo siempre vuelvo-, aunque como tal este no es Afton sino solo otra alucinación que "Aquel al que no debiste haber matado" crea a Afton. 
Sin embargo, Afton si pronuncia una frase en el título. Cuando llegas a una zona oculta, se puede oír una estática en el fondo, que al aclararla se escuchan los gritos de Afton diciendo: 
-¡Henry! ¡Michael! ¡Ayúdenme!-  
Esto es en un vano intento de que sus enemigos se apiaden de él y lo liberen de la tortura de "Aquel al que no debiste haber matado", aunque vanamente ya que ellos jamás le ayudarían. 

## Recepción
El papel de William Afton en la franquicia Five Nights at Freddy's ha sido comparado con el de Jigsaw en la franquicia Saw; Slash Film describió a cada uno de ellos como el "titiritero detrás de toda la masacre" en sus franquicias.  Afton ha sido descrito como "el único personaje de la serie que no tiene ninguna cualidad redentora" por Pocket Tactics,así como "uno de los personajes más malvados que existen en la historia de los videojuegos" por We Got This Covered. 
Screen Rant calificó los diseños de Springtrap y Glitchtrap como "aterradores", elogiándolos por su factor miedo, y TheGamer calificó a Springtrap como uno de los mejores villanos en los juegos de terror.
Afton también ha tenido una recepción negativa, siendo descrito por Comic Book Resources como "rostable" debido a sus constantes fracasos para lograr sus objetivos y ser derrotado por enemigos "corrientes".

## Apariciones

### Videojuegos
- Five Nights at Freddy's 2

- Five Nights at Freddy's 3

- Five Nights at Freddy's 4

- Five Nights at Freddy's: Sister Location

- Freddy Fazbear's Pizzeria Simulator
- Ultimate Custom Night
- Dead by Daylight

### Novelas
- Five Nights at Freddy's: The Silver Eyes
- Five Nights at Freddy's: The Twisted Ones
- Five Nights at Freddy's: The Fourth Closet

### Películas
- Five Nights at Freddy's
- Five Nights at Freddy’s 2